# 暴走族追放条例
暴走族追放条例（ぼうそうぞくついほうじょうれい）とは地方自治体の条例。

## 概要
道路交通法では取り締まれない道路以外の場所での暴走行為や空吹かしなどの迷惑行為を行う暴走族の取り締まりの対象にしている。他にも暴走族への勧誘や加入強要、脱退意思を持ったメンバーへの妨害、パーティー券や物品などを暴走族メンバーを使って売りつける販売強要行為を禁止行為として取締りの対象にしている。
また地方公共団体、住民、関係事業者等の責務や役割が規定されている。
1998年9月に宮城県亘理町で初めて制定された。都道府県では1999年4月に宮城県が初めて制定された。
なお、宮城県は罰則規定がない努力目標条例では、凶暴化する暴走族を取り締まることができないとして、2003年に罰則規定を盛り込んだ宮城県暴走族根絶条例を県議会で可決、施行した。暴走族への加入勧誘を行ったり、脱退意思を示すメンバーを妨害した場合には懲役1年以下または50万円以下の罰金とする内容となっている。

## 道府県の条例
| 道府県   | 条例名                                               |
| -------- | ---------------------------------------------------- |
| 北海道   | 北海道暴走族の根絶等に関する条例                     |
| 宮城県   | 宮城県暴走族根絶の促進に関する条例                   |
| 茨城県   | 茨城県暴走族等による暴走行為の防止に関する条例       |
| 群馬県   | 群馬県暴走族等の追放の推進に関する条例               |
| 栃木県   | 栃木県暴走族等の根絶の促進に関する条例               |
| 千葉県   | 千葉県暴走族及び暴走行為者等の追放の促進に関する条例 |
| 神奈川県 | 神奈川県暴走族等の追放の促進に関する条例             |
| 静岡県   | 暴走族等の根絶に関する条例                           |
| 愛知県   | 暴走族等の追放の促進に関する条例                     |
| 岐阜県   | 岐阜県暴走族等の根絶に関する条例                     |
| 京都府   | 京都府暴走族等の追放の促進に関する条例               |
| 岡山県   | 岡山県暴走族の追放の促進に関する条例                 |
| 広島県   | 広島県暴走族追放の促進に関する条例                   |
| 香川県   | 香川県暴走族等の追放に関する条例                     |
| 愛媛県   | 愛媛県暴走族等の追放の促進に関する条例               |
| 高知県   | 高知県暴走族等の根絶に関する条例                     |
| 佐賀県   | 佐賀県暴走族等の追放の促進に関する条例               |
| 熊本県   | 熊本県暴走行為の防止に関する条例                     |
| 鹿児島県 | 鹿児島県暴走族等の追放の促進に関する条例             |

## 暴走族追放条例に関する事件
- 広島市暴走族追放条例事件